# 로코 나시노
로코 나시노(Rocco Nacino, 1987년 3월 21일 ~ )은 필리핀의 배우이자 가수이다.

## 출연 작품
- 발롯 컨트리 (2015)